# Witeliusz

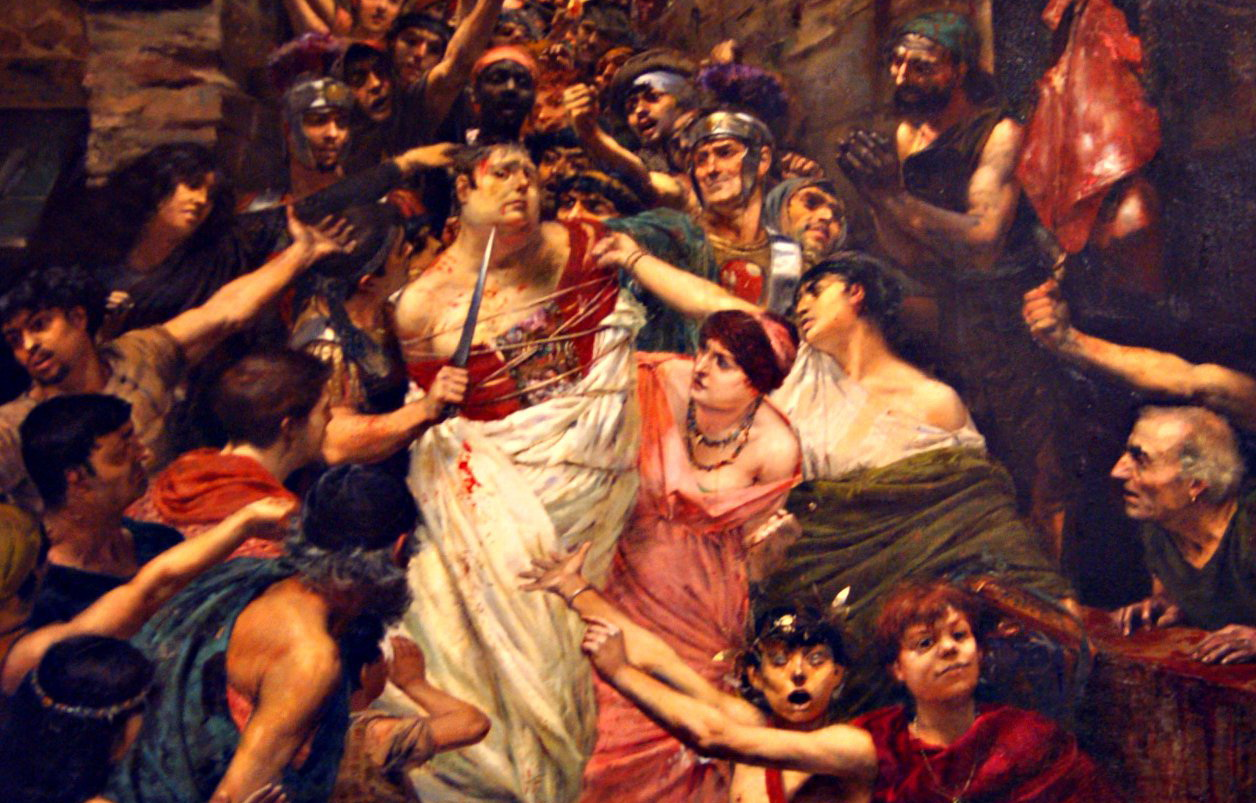
Kaźń Witeliusza na ulicach Rzymu (mal. Georges Rochegrosse, 1883)

Witeliusz, Aulus Vitellius Germanicus (ur. 24 września 15, zm. 21 grudnia 69 w Rzymie) – cesarz rzymski od 19 kwietnia 69 do swojej śmierci.

## Życiorys
Syn Lucjusza Witeliusza, trzykrotnego konsula, i Sekstylii. Witeliusz sprawował urząd konsula w 48 r., a w latach 61-62 prokonsula w Afryce. W grudniu 68 został dowódcą legionów w Germanii.
Obwołany cesarzem przez swoje oddziały (pod dowództwem Fabiusa Valensa) w dniu 2 stycznia 69 roku. Oddziały Witeliusza ruszyły na Rzym przeciwko cesarzowi Galbie, lecz 15 stycznia Galba został zgładzony i nowym cesarzem został Marek Salwiusz Oton. 14 kwietnia 69 roku nad rzeką Pad, pod Bedriacum niedaleko Cremony doszło do bitwy, którą Oton przegrał, a następnie popełnił samobójstwo 16 kwietnia. Po zwycięstwie swoich legionów Witeliusz wyruszył do Rzymu, gdzie został uznany przez senat i obdarzony cesarskimi honorami.
Nie wszyscy jednak podporządkowali się nowemu panującemu. Legiony bliskowschodnie, naddunajskie i stacjonujące w Egipcie zdecydowały o wyborze własnego cesarza. Padł on na Wespazjana, który właśnie przebywał w Palestynie, gdzie tłumił powstanie żydowskie i zyskał poparcie legionów w Judei i Syrii.
Dowodzone przez Mucjanusa legiony syryjskie ruszyły na Bałkany, gdzie dołączyły do nich naddunajskie pod wodzą Antoniusza Primusa (dowódcy VI legionu z Pannonii) i Corneliusa Fuscusa (prokonsula z Illyricum). 24 października 69 roku doszło pod Cremoną do bitwy, którą wojska Witeliusza przegrały, a miasto zostało zajęte i zniszczone. Walki trwały do grudnia, gdy legiony naddunajskie dotarły do Rzymu. W grudniu zwolennicy Wespazjana opanowali też Rzym i obalili Witeliusza. Jak podaje Swetoniusz (a za nim Aureliusz Wiktor), samego cesarza dręczono prowadząc ulicami, następnie z pętlą na szyi w poniżający sposób zawleczono na Schody Gemońskie, w końcu zmasakrowane ciało na haku wrzucono do Tybru.
Był dwukrotnie żonaty: raz z Petronią (ślub i rozwód przed wstąpieniem na tron – miał z nią syna), drugi raz z Galerią (ślub przed wstąpieniem na tron – miał z nią syna, Witeliusza Germanika i nieznaną z imienia córkę).